# Utupua
Utupua est la troisième plus importante île des îles Santa Cruz, située dans la province de Temotu aux îles Salomon.

## Géographie
Utupua est localisée en mer de Corail, à 66 km au sud-est de Nendo, et 43 km au nord-ouest de Vanikoro, l'île principale. C'est une île circulaire, aux côtes très découpées, qui mesure 10 km de diamètre environ pour une superficie de 69 km2. Elle est entourée d'une barrière de récifs. L'île est très montagneuse, d'origine volcanique, et couverte de forêts. Ses points culminants sont le mont Royal à 378 mètres au-dessus du niveau de la mer et le mont Arthur à 281 mètres.

## Histoire
L'île est habitée depuis -900 av. J.C. par des populations austronésiennes de la civilisation Lapita. Aux alentours de 1450, l'île fut également partiellement colonisée par des populations navigatrices venues de Polynésie. La première mention de l'atoll aurait été faite par Álvaro de Mendaña de Neira en 1595 qui décédera quelques semaines plus tard dans la région des Salomon.
L'évêque anglican G.A. Selwyn fait une brève visite sur Utupua lors d'une mission d'évangélisation dans les îles Santa Cruz en 1856 avec le futur évêque de Mélanésie John Coleridge Patteson qui y retournera à de nombreuses reprises durant les quinze années suivantes. Comme les autres îles des Salomon, elle devient protectorat britannique en 1893 et l'archipel obtient son indépendance de la couronne britannique en 1976.

## Population
La population d'Utupua est de 1168 habitants au recensement de 2009. Les principaux villages sont Avita, Malombo, Tanimbili, Apakho et Nembao. Les habitants d'Utupua entretiennent des liens sociaux privilégiés (en particulier d'intermariage) avec la population de l'île voisine de Vanikoro.
Trois langues sont parlées à Utupua : l’amba, l'asubuo et le tanibili. Ces dernières appartiennent à la branche Utupua-Vanikoro du groupe océanien.